# Mohamed Yacine Athmani
Mohamed Yacine Athmani (en arabe : محمد ياسين عثماني) est un footballeur algérien né le 13 mai 1991 à Khenchela. Il évolue au poste de milieu offensif à l'USM Khenchela.

## Biographie
Il évolue en première division algérienne avec les clubs du MO Béjaïa, du CA Bordj Bou Arreridj, du CS Constantine et enfin de l'US Biskra. Il dispute actuellement 83 matchs en inscrivant 4 buts en Ligue 1.
Il dispute la Ligue des champions de la CAF saison 2015-16 avec le MOB. Il joue trois matchs dans cette compétition.